# Castilleja porterae
Castilleja porterae là loài thực vật có hoa thuộc họ Cỏ chổi. Loài này được Cockerell mô tả khoa học đầu tiên.